# قلم (نوشت‌افزار)

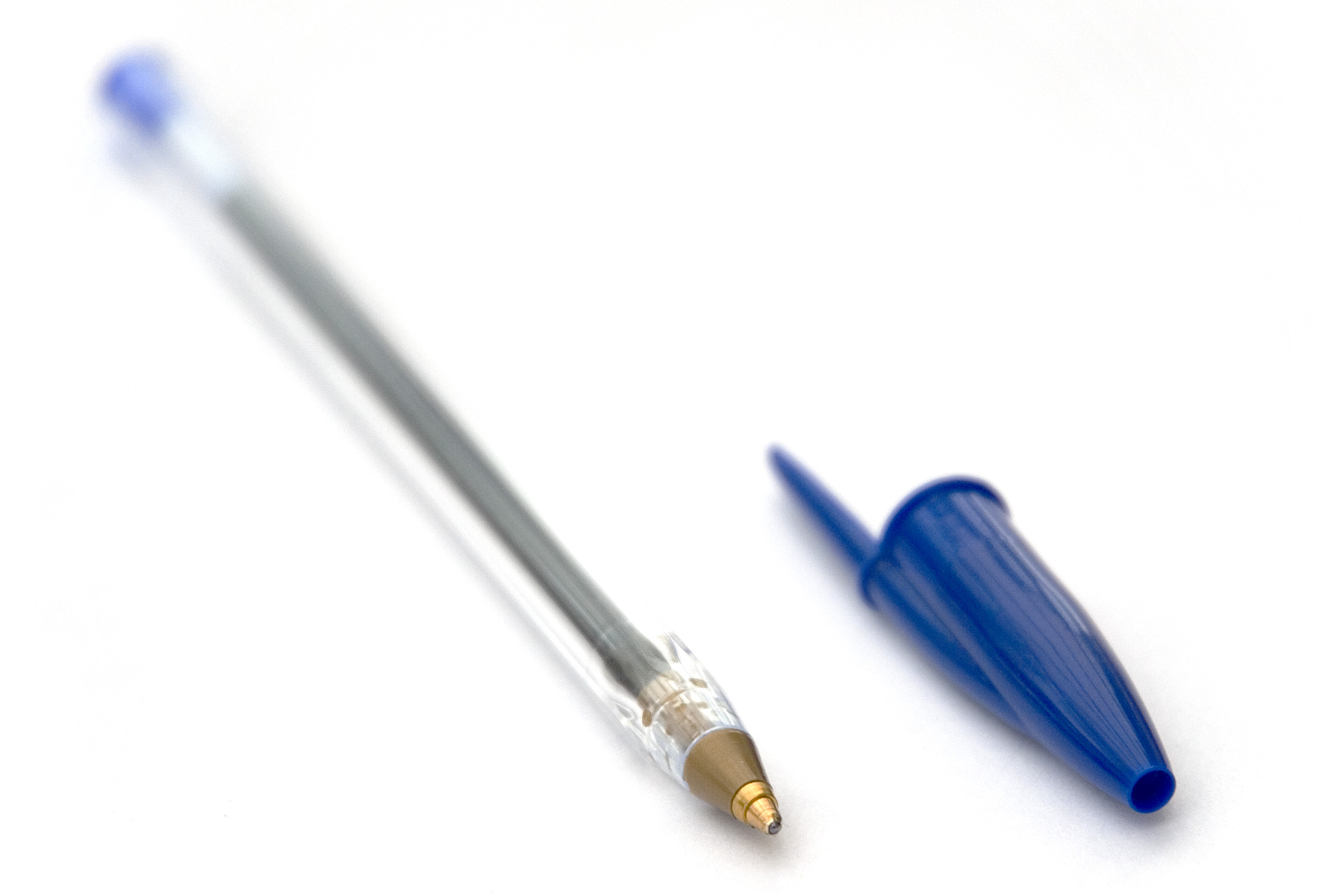
یک خودکار بیک

قلم، خامه یا کِلک ابزاری برای نوشتن است که برای افزودن جوهر به یک سطح که معمولاً کاغذ است استفاده می‌شود. انواع گوناگونی از قلم وجود دارد که شامل خودکار، روان‌نویس، خودنویس و ماژیک و انواع مداد می‌شود.

## واژه‌شناسی
قلم عربی‌شده واژه "کلمه" است که در فارسی باستان کاربرد داشته‌است. همچنین قلم (کلم) در سانکسریت با ریختار कलम kalama در معنای ساقه گیاه و نوشت‌افزاری از نی به‌کار گرفته می‌شده‌است.

## پیشینه
ریشه اصطلاح «The pen is mightier than the sword» به معنای «قلم از شمشیر قدرتمندتر است» به سده ۱۷ میلادی باز می‌گردد. در آن مقطع زمانی روزنامه‌ای به وسیله حکومت بریتانیا بسته می‌شود و مردم برای بیان سخنان خود به نوشتن شب‌نامه گرایش پیدا می‌کنند، بنابراین این اصطلاح از آن هنگام رایج شد.

## گونه‌ها
- خودکار (ballpoint)
- روان‌نویس (roller ball)
- خودنویس (fountain)
- ماژیک (felt-tip)
- قلم درشت
- قلم ریز